# Tatami

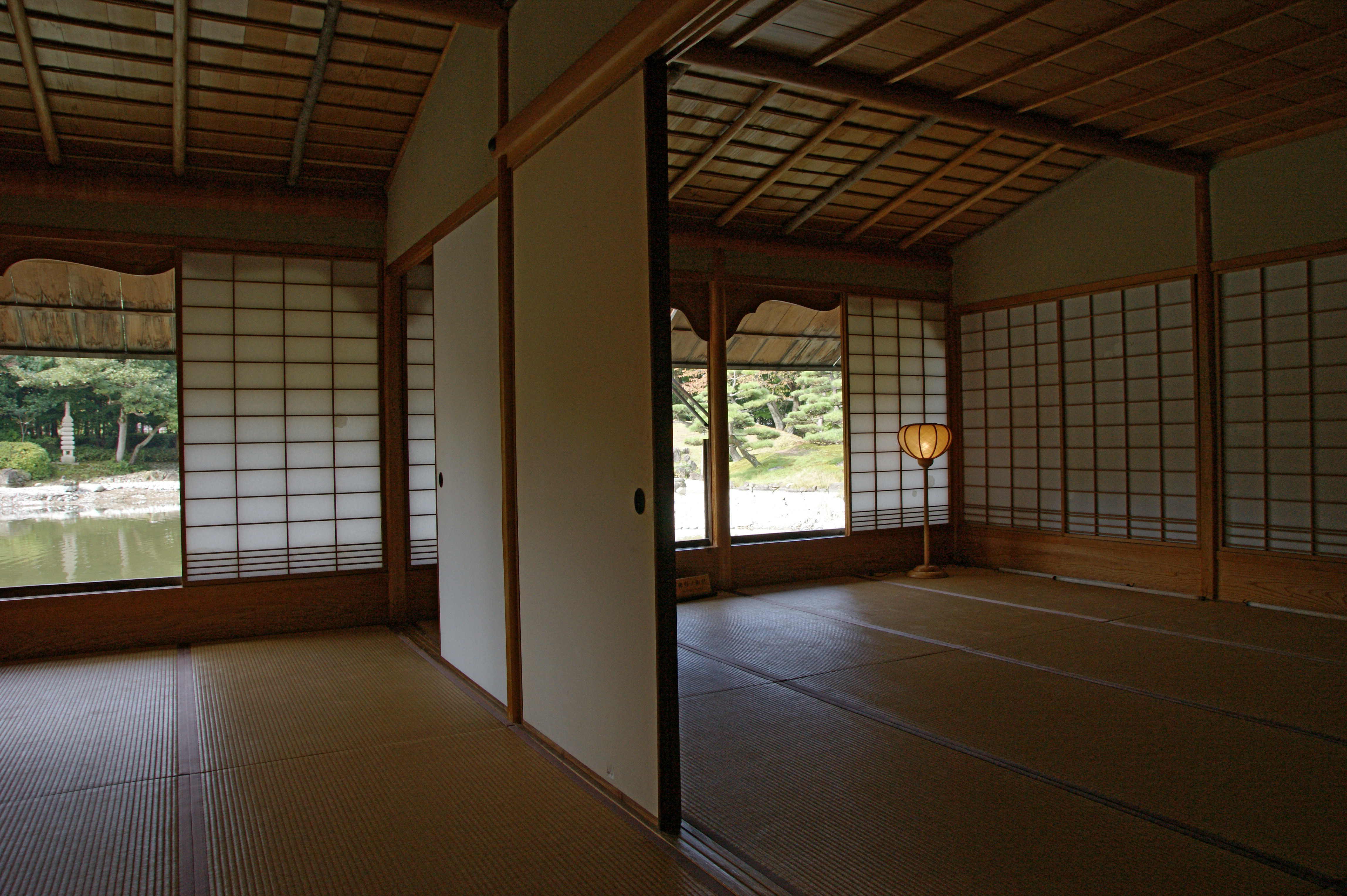
Tatami borítású szoba

A tatami (japánul: 畳) szőnyeg a hagyományos japán stílusú házaknál használt padlóburkolati anyag. Az alapját hagyományosan rizsszalmából készítik (bár manapság előfordul, hogy faforgács lapokat, vagy polisztirolhab lemezeket használnak), amit kákából készült gyékénnyel borítanak. A tatamit szabványméretek szerint készítik, amelyek vidékenként eltérhetnek, de mindegyikben közös, hogy a szőnyeg hosszanti oldala kétszer hosszabb a rövidebb oldalánál. A hosszabb széleit általában szegélyezéssel látják el, de létezik szegély nélküli tatami is. A japán etikett szerint nem illik a tatami szegélyezésére rálépni. Ennek több magyarázata is létezik. Egyik oka, hogy a tatami széle a leggyengébb része, a finom selyem, vagy pamut könnyen megrongálódhat és elszakadhat. Egy másik magyarázat szerint régebben luxuscikknek számítottak, és gyakran a szegélybe hímezték az adott család címerét. A címerre való rálépés egyet jelentett a családi büszkeség meggyalázásával.

## Története

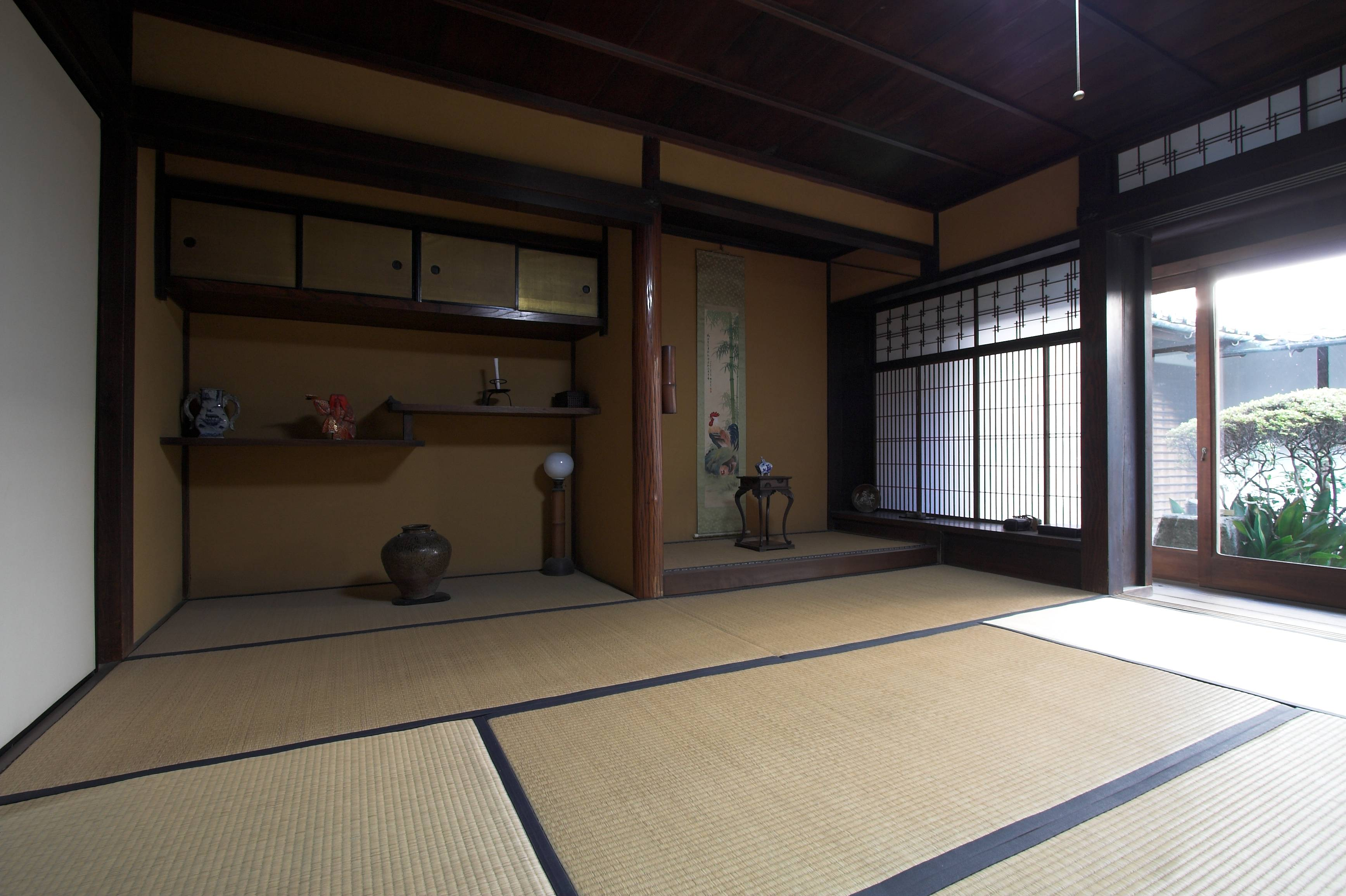
Soin-zukuri stílusú szoba tatami szőnyegekkel

A tatami egyedi padlóburkolati elem, ami kizárólagosan Japánban alakult ki. Egy több funkcióval rendelkező gyékényszőnyeg, amit használhatnak padlóburkolásra, valamint ülő- és alvóhelyként is. Létrejötte kapcsolatban áll a székek és ágyak hiányával a japán lakókörnyezetben.
A világ minden táján a primitív lakóhelyeken a puszta föld maga volt a ház padlója. A japán házakban sem volt másképp, bár már a korai időktől kezdve szalmát és rizspelyvát terítettek szét ülő- és alvóalkalmatosságok gyanánt. Az emelt padlózatú faházakban vékony, növényrostokból készült szőnyegeket, állatbőrt, vagy ruhadarabokat terítettek le. A tatami is egy ilyen leterített szőnyeg volt.
Elnevezése a japán tatamu (畳む) igéből származik, melynek jelentése: összehajt, halmoz. Ez arra utal, hogy a tatamikat összehajtogatták és egymásra pakolták, amikor nem voltak használatban. Amikor az 5. és 6. században Japán kapcsolatokat alakított ki az ázsiai szárazfölddel, a japánok megismerkedtek a székkel és más ülőalkalmatosságokkal, de valamilyen oknál fogva nem lettek népszerűek. Helyettük egy vastag, kerek párna, a varóda (円座) terjedt el széles körben.
A Kofun-korban (古墳時代, Kofun dzsidai, kb. 300-tól 710-ig) megismerkedtek az ággyal szintén a kontinens jóvoltából. Ősi krónikák a talajra helyezett fa- és bambuszépítményeket említenek, amik tetejére szalmát, ruhát, vagy szőnyeget terítettek, de valószínűleg csak az előkelők használták ezeket.
Amit ma tataminak nevezünk, a Heian-korban (平安時代, Heian dzsidai, 794-től 1185-ig) jelent meg a sinden-zukuri (寝殿造, shindenzukuri) építészeti stílusú lakásokban, és ágyként, valamint párnaként, ülőhelyként funkcionált. Okidatami-nak (置き畳) nevezték, és a szoba különböző részeire fektették le igény szerint. A ma ismert tatamihoz hasonlóan téglalap alakúak voltak, kb. 180*90 cm-es nagyságban. A méretei alapján úgy tűnik, hogy az emberi testről mintázták és ágyként használták.
A 15. században a soin-zukuri (書院造, shoinzukuri) stílusú szamurájlakásokban történt meg az a változás, amelytől kezdve a tatamit nem ideiglenesen leterített szőnyegként vagy párnaként, hanem a padló burkolására használták. A három funkcióval és a szőnyegek méretéből adódó könnyű egymáshoz illeszthetőségével a tatami szoba elnyerte tökéletességét. A tatami egyre népszerűbb lett és 17. század végére a köznép otthonaiba is bekerült. A modern japán lakásokban is gyakran találhatóak tatamival borított szobák, amik más hagyományos japán építészeti elemeket is tartalmaznak, és "japán szobának", vasicunak (和室, washitsu) nevezik.

## Méretei

Egy négy és fél tatamis szoba lehetséges elrendezése
Fél tatami
Egész tatami

Bár a tatami szőnyeg nagysága önmagában nem határozza meg a lakás méretét, évszázadokon keresztül a japán házakat a tatamik szobánkénti száma és nagysága szerint egységesítették. A szobák, az oszlopok és a gerendák méreteit és a tartóoszlopok közötti távolságokat is a tatamik nagysága szerint határozták meg.
A második világháború előtt három szabványméret létezett. A Kiotó környékén használatos kjóma tatami mérete 95,5*191 cm, a nagojai ainoma tatami 91*182 cm, a tokiói edoma pedig 88*176 cm méretű. A világháborút követően a lakóházak mérete nagymértékben lecsökkent, és a korábbiaknál kisebb, 80, illetve 70 cm szélességű szőnyegek jelentek meg a vasbeton szerkezetű lakásokban, illetve faszerkezetű házakban.

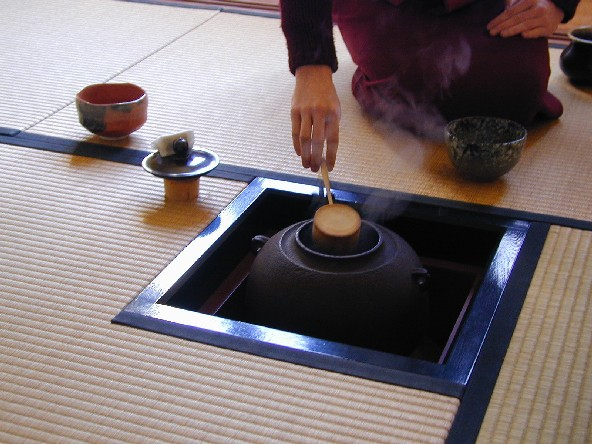
Tatami padlózat egy japán teaszobában

A japán mértékegységrendszer szerint többféle módon mérhetjük a tatamit.
Hossza 1 ken (間) = 6 saku (尺) ≈ 1,82 m
Területe 1 dzsó (畳) = 0.5 cubo (坪) ≈ 1,65 m2
A ken egy tatami hosszát jelöli, tehát egy szőnyeg 1 ken hosszú és fél ken széles, a hagyományos japán hosszmérték szerint 6 saku hosszú és 3 saku széles. A szobák méretét gyakran a tatamik száma alapján határozzák meg, erre a dzsó mértékegységet használják, ahol 1 dzsó egy tatamit jelöl. A cubo alatt két, a hosszanti oldaluknál négyzet alakban egymáshoz illesztett tatamit értünk.
A japán teaszoba, a csasicu (茶室) hagyományosan 41⁄2 tatami méretű.

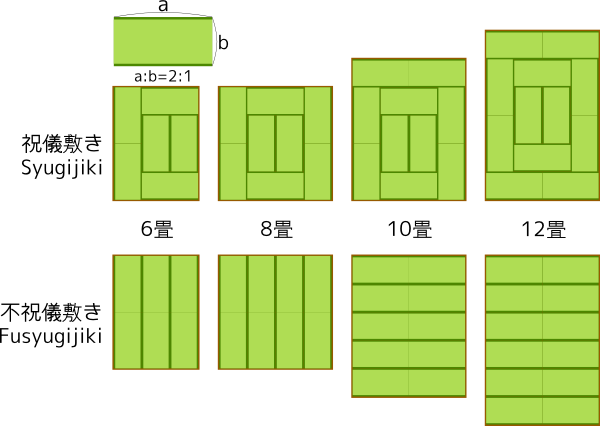
Lehetséges elrendezési módok

## Galéria

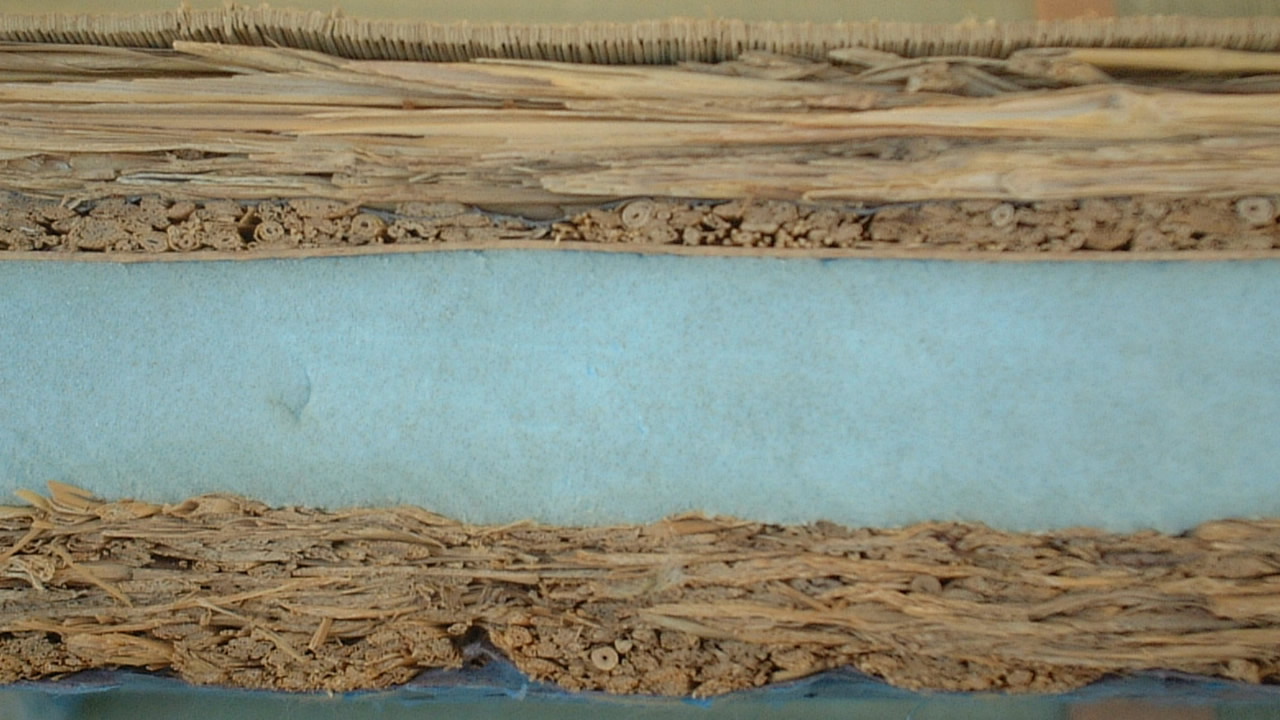
Egy tatami szőnyeg keresztmetszete
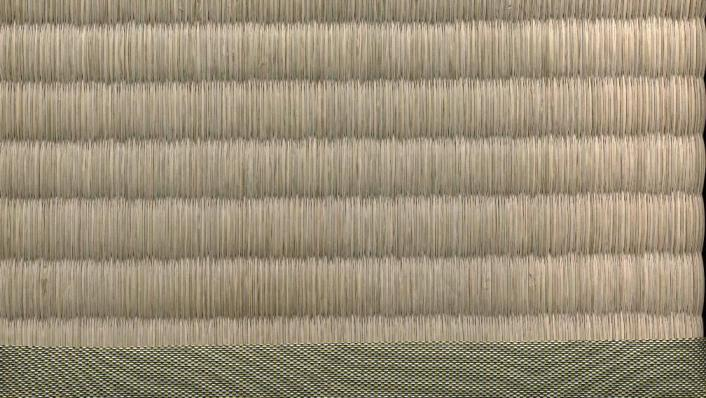
Tatami közelről
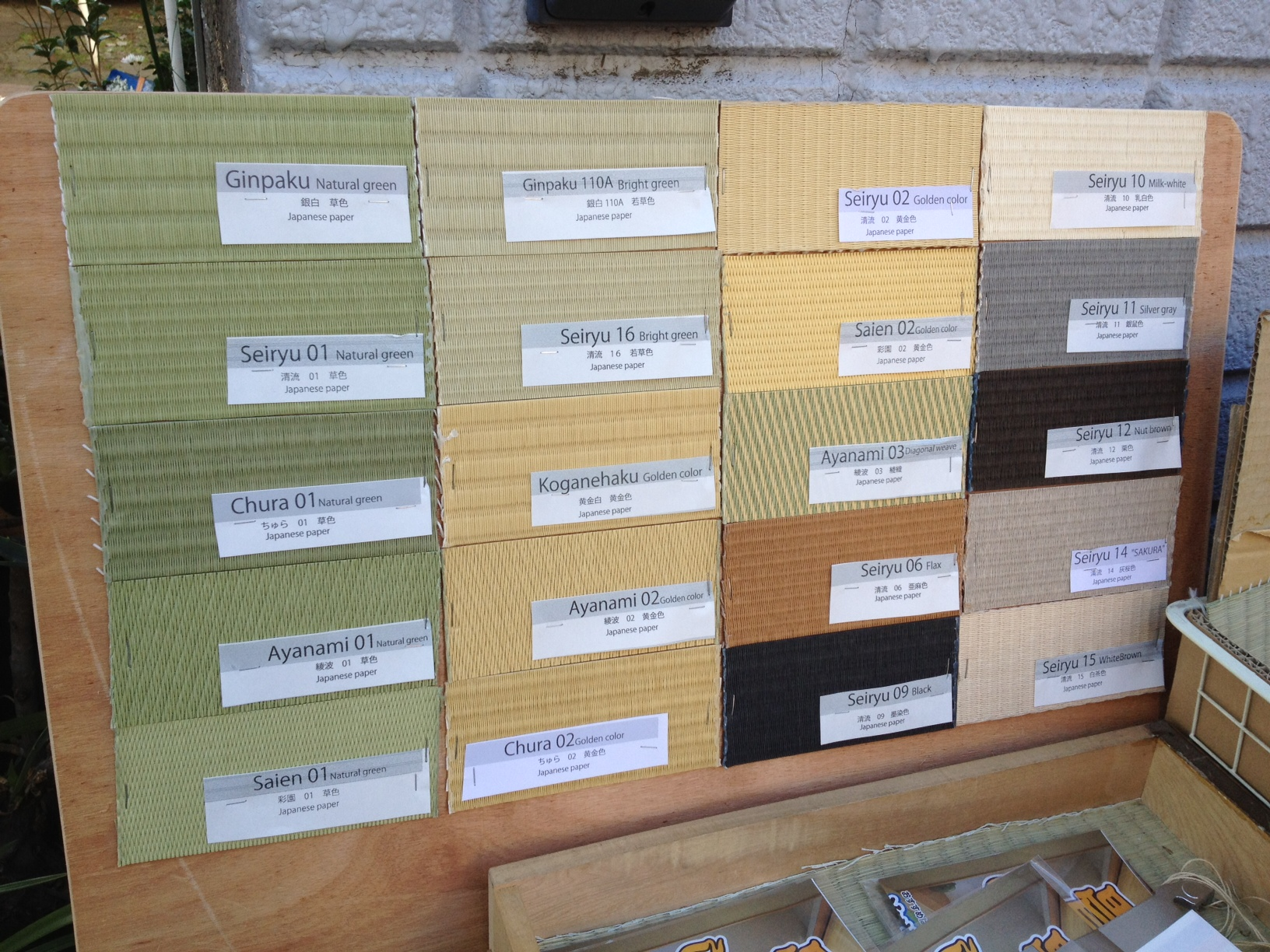
20 különböző szín- és textúraválaszték
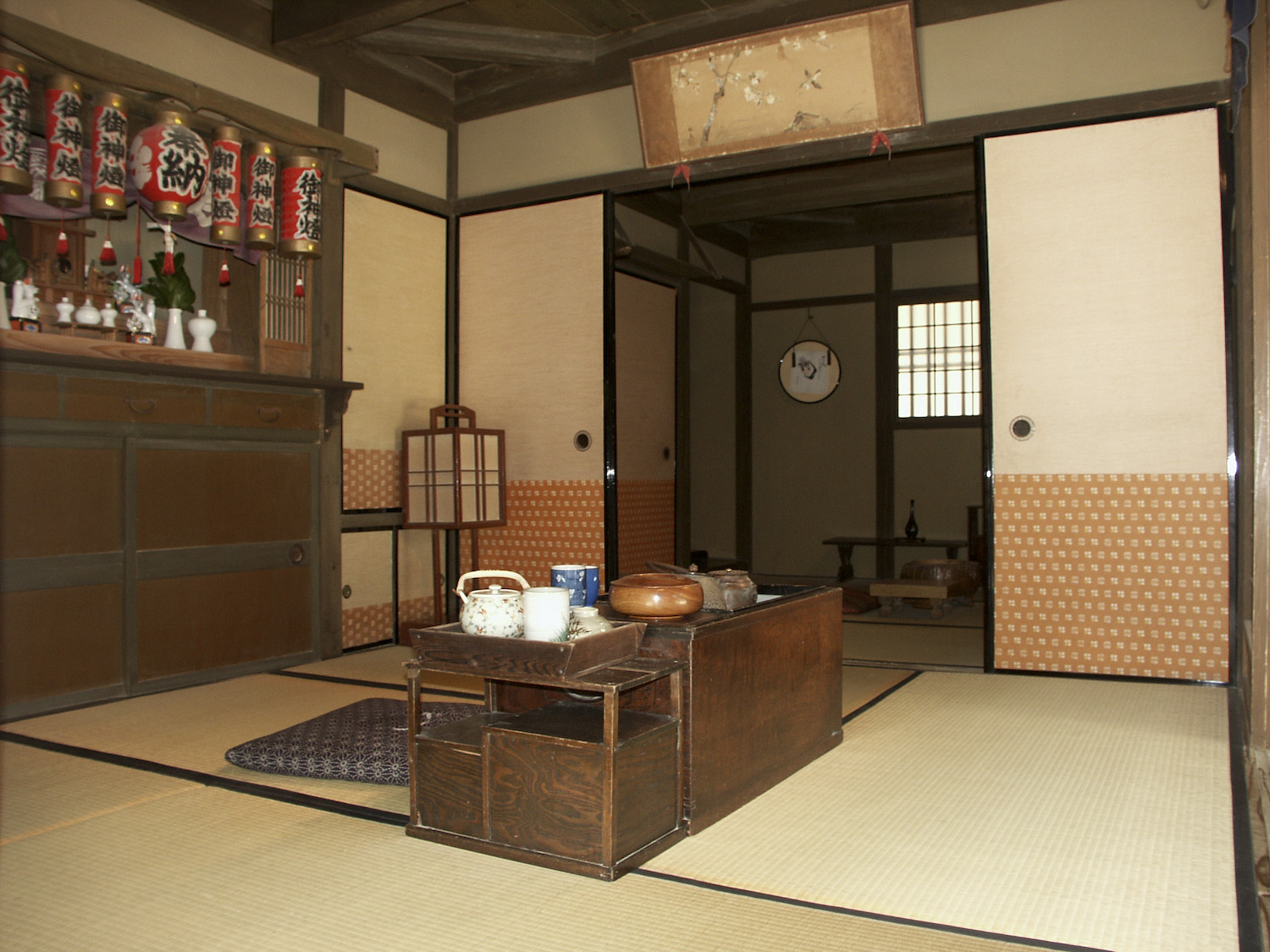
Négy és fél tatamis szoba
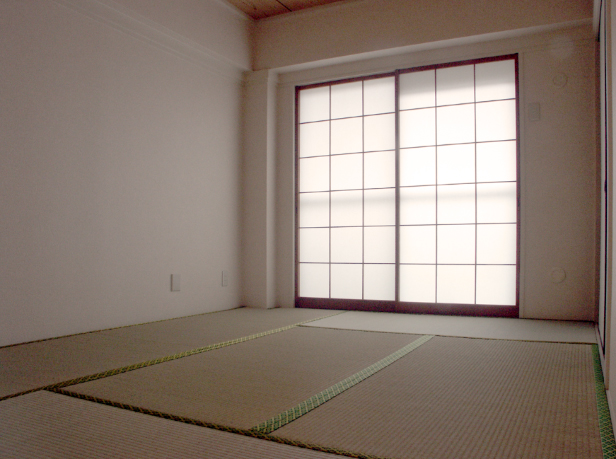
Hat tatamis szoba

## Fordítás
- Ez a szócikk részben vagy egészben  a   Tatami című angol Wikipédia-szócikk fordításán alapul.  Az eredeti cikk szerkesztőit annak laptörténete sorolja fel. Ez a jelzés csupán a megfogalmazás eredetét és a szerzői jogokat jelzi, nem szolgál a cikkben szereplő információk forrásmegjelöléseként.
- Ez a szócikk részben vagy egészben  a(z)   畳 című japán Wikipédia-szócikk fordításán alapul.  Az eredeti cikk szerkesztőit annak laptörténete sorolja fel. Ez a jelzés csupán a megfogalmazás eredetét és a szerzői jogokat jelzi, nem szolgál a cikkben szereplő információk forrásmegjelöléseként.